# Sandyford Sike
Der Sandyford Sike ist ein 3,2 km langer Wasserlauf in Northumberland in England. Er entsteht nördlich des Hard Rigg und fließt in nördlicher Richtung bis zu seiner Mündung rechtsseitig in den Whitewalls Burn.